# Allan B. Magruder
Allan B. Magruder (Kentucky, 1775 – Opelousas, 1822. április 16.) az Amerikai Egyesült Államok szenátora (Louisiana, 1812–1813).